# Macrosaldula monae
Macrosaldula monae är en insektsart som först beskrevs av Drake 1952.  Macrosaldula monae ingår i släktet Macrosaldula och familjen strandskinnbaggar. Inga underarter finns listade i Catalogue of Life.